# International Buddhist Progress Society Sweden
International Buddhist Progress Society Sweden (IBPS Sweden) är ett buddhistiskt trossamfund som utövar Chan-buddhism med humanistisk inriktning. Den internationella moderorganisationen, som grundades 1967, leds från Taiwan. Den svenska avdelningen existerar sedan 1996, och finns i Rosersberg. Trossamfundet är medlemsorganisation i Sveriges Buddhistiska Samarbetsråd, och vänder sig till alla intresserade, oavsett om de har bakgrund i Kina eller Taiwan, eller är infödda svenskar.